# Topoľovka
Topoľovka (słow. Topoľovka, węg. Topolóka, Toplovka) – wieś (obec) na Słowacji, w kraju preszowskim, w powiecie Humenné. Topoľovka położona jest w historycznym kraju Zemplin na szlaku handlowym z Węgier do Polski. Znajduje się o 8 km od miasta Humenné. W 2011 roku liczyła 831 mieszkańców.

## Historia
Po raz pierwszy wzmiankowana w 1479 roku jako Thvpoloka. W roku 1910 wieś zamieszkana była przez 525 mieszkańców, głównie Słowaków i Polaków. Od roku 1920 położona była w powiecie zemplińskim.

## Galeria

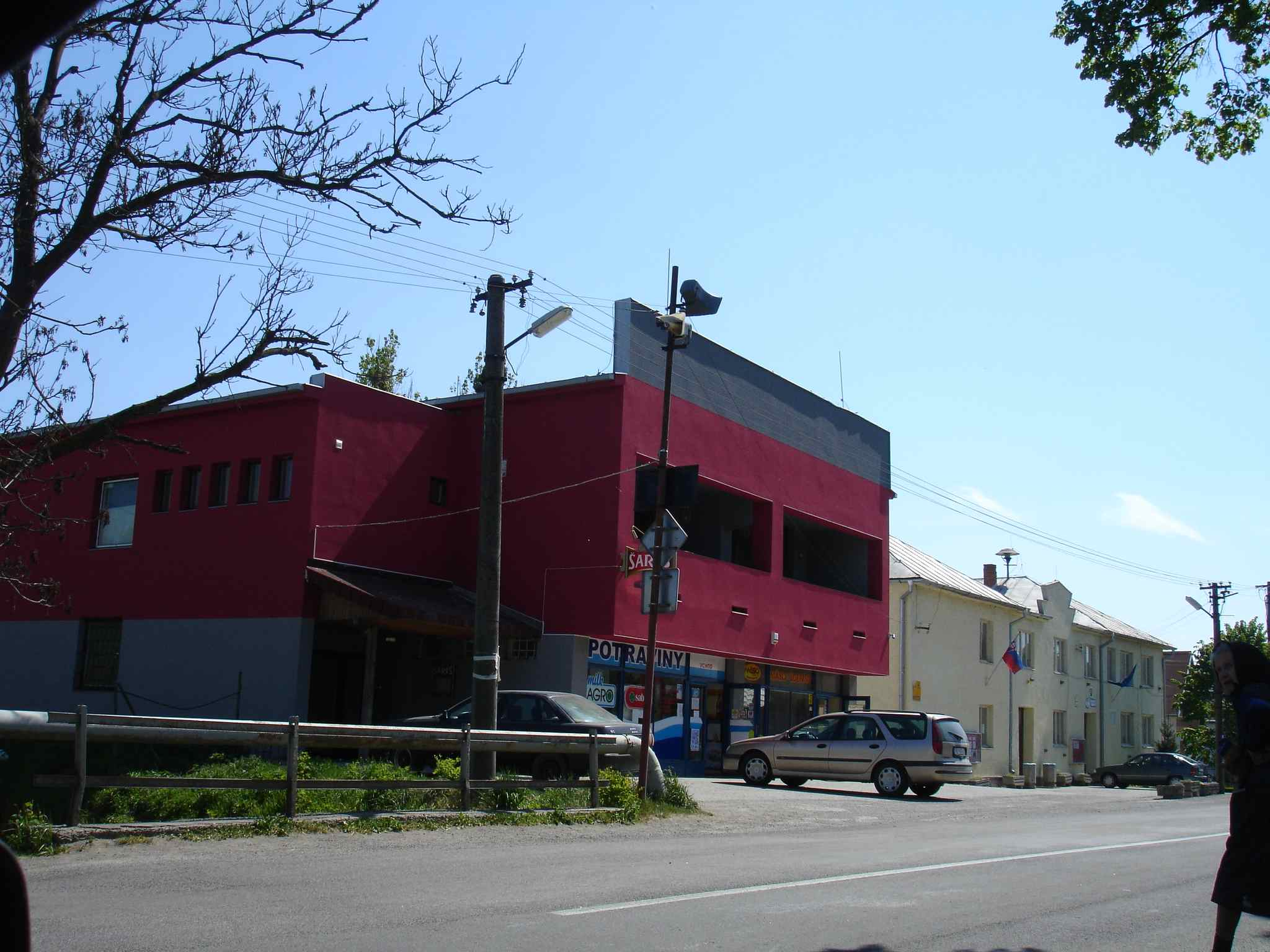
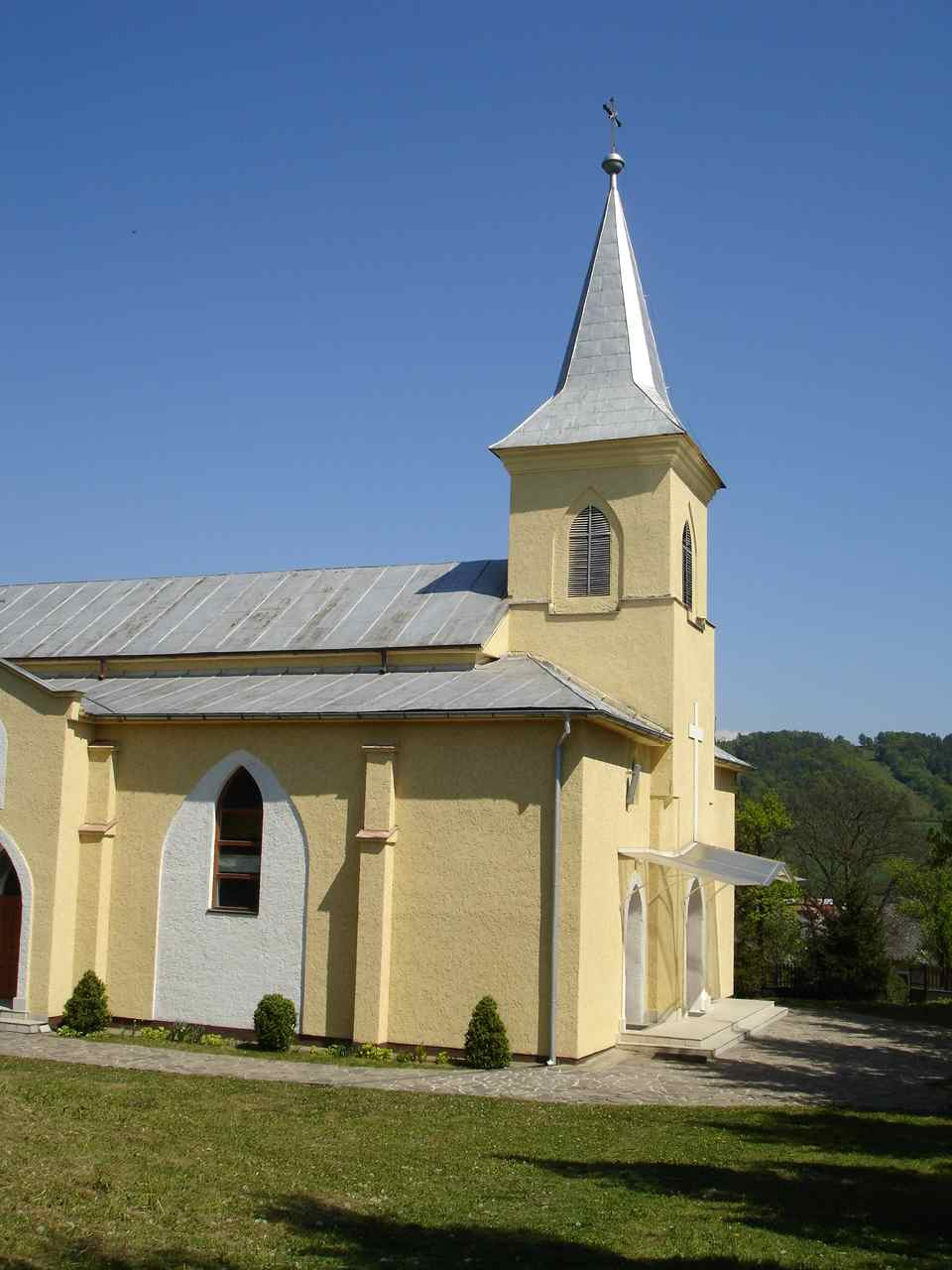
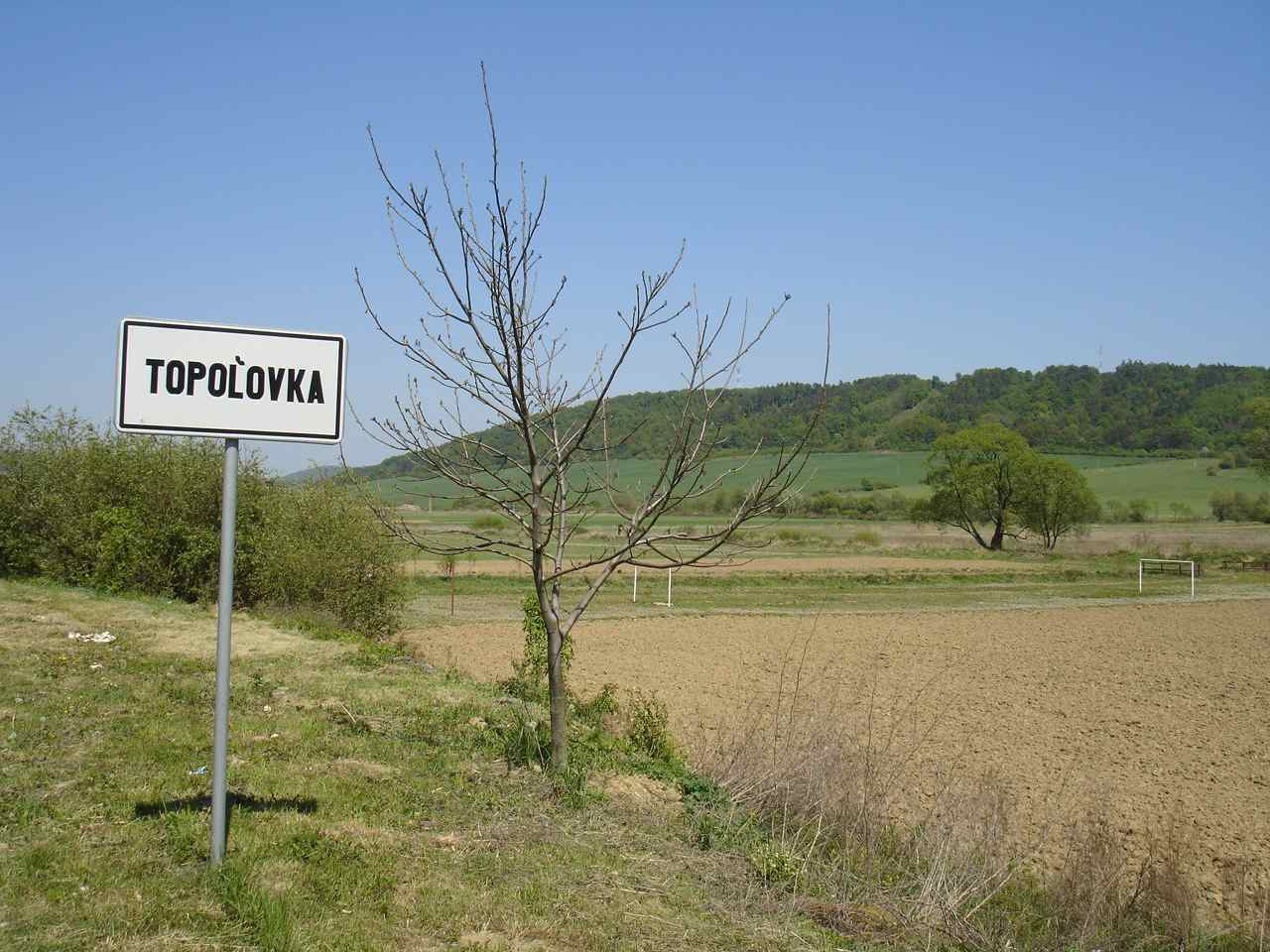

## Gminy partnerskie
- gmina Bukowsko pow. sanocki